# La Torba
La Torba (talvolta Torba alle Settefinestre) è una frazione del comune italiano di Capalbio, nella provincia di Grosseto, in Toscana.

## Geografia fisica
Il paese della Torba è un insediamento sorto nel corso del Novecento in un'area compresa tra la strada statale Aurelia e la ferrovia Tirrenica, nei pressi del Mar Tirreno. Un secondo nucleo di abitazioni è situata nella località Torba Mare, o Marina di Torba, che a differenza del primo sorge sulla costa. Dista dal centro comunale circa 12 chilometri.

## Monumenti e luoghi d'interesse

### Architetture religiose

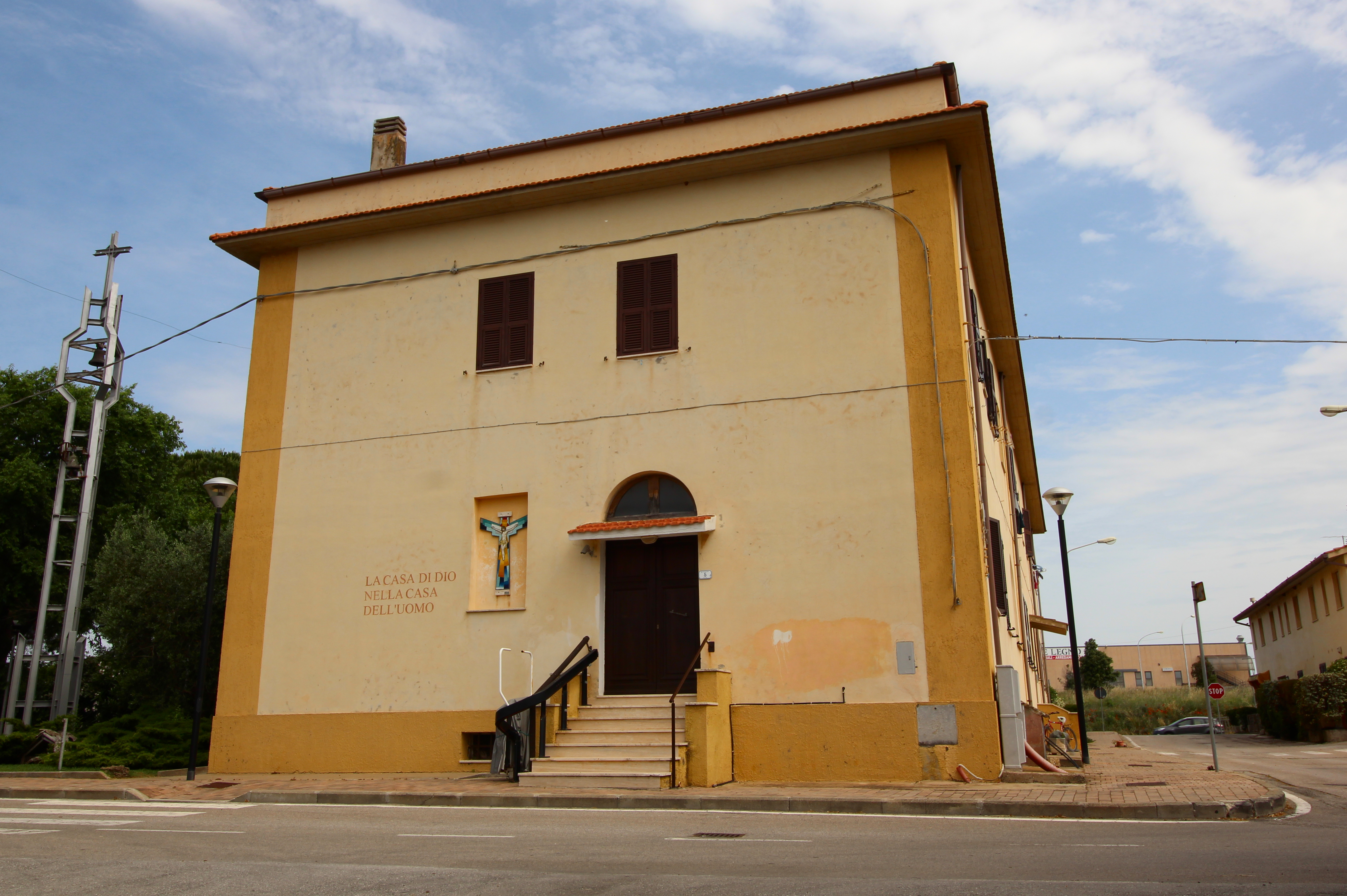
La chiesa del Sacro Cuore di Gesù

- Chiesa del Sacro Cuore di Gesù, edificio di culto della frazione, sede distaccata dalla parrocchia di Giardino, fatta istituire dal vescovo Paolo Galeazzi negli anni cinquanta del Novecento.

### Architetture civili
- Fattoria della Nunziatella, storico complesso rurale situato lungo la via Aurelia ad est del centro abitato, con relativa cappella gentilizia.

- Villa Settefinestre, antica villa romana situata al confine con il territorio comunale di Orbetello, è raggiungibile grazie alla via Torba-Settefinestre che si inoltra nella campagna a nord del paese.

### Aree naturali
- Playa La Torba, particolare spiaggia ferrifera del litorale capalbiese.

## Società

### Evoluzione demografica
Quella che segue è l'evoluzione demografica della frazione della Torba. Sono indicati gli abitanti del centro abitato e dove è possibile è inserita la cifra riferita all'intero territorio della frazione.
| Anno | Abitanti       | Abitanti |
| Anno | Centro abitato | Frazione |
| ---- | -------------- | -------- |
| 1961 | 89             | 440      |
| 1981 | 91             | 439      |
| 2001 | 209            | -        |
| 2011 | 186            | -        |

## Economia

### Tursimo
Il paese della Torba in estate è una pregevole località balneare di ampio richiamo, grazie alla vicinanza con il centro turistico di Ansedonia e per la particolarità delle sue spiagge. Infatti, la spiaggia della Torba si caratterizza per la sabbia di colore variabile dal grigio-scuro al nero per l'abbondante presenza di metalli ferrosi nel sottosuolo e mantiene queste sue peculiarità anche più verso est, nel tratto costiero del comune di Capalbio.
Ogni estate, inoltre, nel mese di luglio, si tiene in paese la sagra del pesce, alla trentaseiesima edizione nel 2015.

## Infrastrutture e trasporti
La frazione è collegata perfettamente sia a nord con Grosseto che a sud con Roma, poiché è situata a ridosso della strada statale Aurelia, e dista circa 4 chilometri dalla stazione di Capalbio.

## Sport
La frazione di Torba possiede una propria squadra di calcio, la C.C.R. La Torbiera, che milita nei campionati dilettantistici provinciali.